# Antonino Cannavò
Antonino Cannavò (Casalvecchio Siculo, 1680 – Casalvecchio Siculo, 7 gennaio 1763) è stato un presbitero, pittore e letterato italiano, cittadino del Regno di Sicilia.

## Notizie biografiche
Nasce a Casalvecchio Siculo, antichissimo paese collinare della Comarca di Taormina, all'epoca sotto la giurisdizione civile, religiosa e militare della potente cittadina di Savoca.
Non conosciamo con precisione l'anno della nascita, si può ragionevolmente supporre che non sia nato né molto prima né molto dopo del 1680.
La famiglia era alquanto benestante anche se non apparteneva al ceto nobiliare; Antonino Cannavò era figlio di tal Mastro Francesco Cannavò.
Fin dalla tenera età il Cannavò venne educato dallo zio sacerdote ed omonimo don Antonino Cannavò.
Non è dato sapersi dove apprese l'arte pittorica, tuttavia secondo lo storico locale avv. Domenico Puzzolo Sigillo (1873-1962), è da escludere che l'abbia appresa a Messina, poiché questa città, alla fine del XVII secolo, era in piena decadenza perché ancora sconvolta dai postumi dalla Rivolta del 1674/'78.
Nel 1706, il Cannavò viene chiamato a Novara di Sicilia ove dipinge u casciarizzu da' Saristìa cioè l'armadio della locale sagrestia; lo si apprende dagli archivi della Chiesa Madre di quella cittadina.
Le notizie archivistiche gli attribuiscono una vastissima produzione pittorica (oggi perduta o deteriorata) sia a Casalvecchio Siculo ma anche in provincia di Catania e nel Messinese.
Il nome di quest'artista dovette essere molto conosciuto ed apprezzato nella città di Catania, tanto che questa intitolò al Cannavò un vicolo nei pressi dell'odierno centralissimo Corso Italia.
Nel primo ventennio del secolo XVIII il nome di questo pittore emerge svariate volte in atti notarili (tuttora esistenti) che certificano gli acquisti immobiliari che compiva, segno di un indiscusso prestigio sociale ed una consistente agiatezza economica.
Notizie non confermate affermano che il Cannavò abbia istituito a Casalvecchio Siculo una scuola pittorica, frequentata da illustri intellettuali locali come Santo Manuli ed il sacerdote don Giuseppe Pasqua.
Attorno al 1720 divenne Commissario del Santo Uffizio dell'Inquisizione in Casalvecchio e curò per molti anni l'amministrazione della Chiesa Madre di Sant'Onofrio Anacoreta, restaurandola ed arricchendola con pitture e suppellettili sontuose.
Nel 1745, commissionò a nome dei suoi cittadini, all'argentiere messinese Giuseppe Aricò, la preziosissima statua argentea di Sant'Onofrio: fu per intercessione del santo Anacoreta che, due anni prima, il paese di Casalvecchio era stato risparmiato dalla terribile epidemia di peste che migliaia di vittime aveva mietuto in provincia di Messina.
Dal 1º ottobre 1750 al 7 aprile 1760 fu Procuratore della Confraternita di San Teodoro di Casalvecchio, in tale veste si dedicò al restauro dell'omonima chiesa.
Il Cannavò fu un tenace sostenitore dell'autonomia civile e religiosa del suo paese natale da Savoca, ma non riuscì a vedere realizzato questo desiderio poiché l'emancipazione di Casalvecchio Siculo da Savoca si concretizzò solo nel 1793.
Antonino Cannavò si spense a Casalvecchio il 7 gennaio 1763.
Di lui si occupò il giornale l'Ora di Palermo con un articolo pubblicato il 16 marzo 1907 con il sottotitolo "Un pittore casalvetino del sec XVIII".
È interessante notare che Antonino Cannavò fu contemporaneo e conterraneo del pittore Filippo Giannetto, quest'ultimo originario di Savoca. Tuttavia il Giannetto ancor prima del 1680 aveva lasciato la Sicilia alla volta di Napoli, ove morì nel 1702; è ragionevole pensare che tra i due pittori non ci siano state frequentazioni artistiche e personali, anche se sicuramente il Cannavò era a conoscenza della fama di Filippo Giannetto.

## Attività umanistica
Antonino Cannavò fu valente letterato ed umanista, ed eccelse nell'ambito della letteratura latina.
Il letterato Santo Manuli, suo parente e contemporaneo, gli dedicava una Grammatica Latina definendo il Cannavò come fior fiore dei maestri di latino per i fanciulli che si vogliano indirizzare alla giusta latinità. La scuola del Cannavò fu forse frequentata anche dal filologo savocese Antonino Puliatti.

## Opere pittoriche
Come già sopra enunciato, la produzione artistica del Cannavò fu molto feconda, tuttavia oggi, solo una grande tela è possibile ammirare: questa si conserva a Casalvecchio Siculo, presso la chiesa di San Teodoro e raffigura il santo in questione.